# Integrated Woz Machine

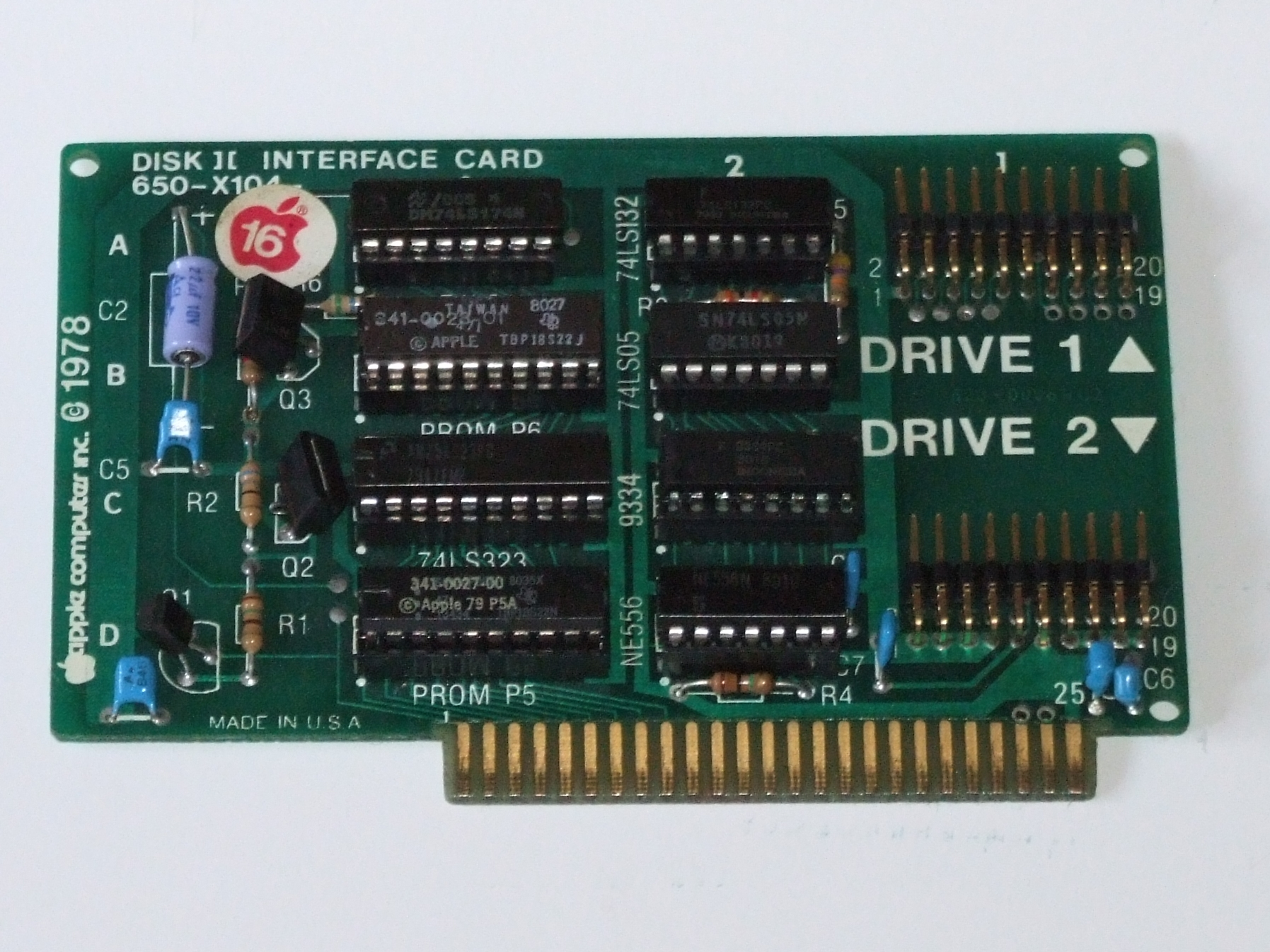
オリジナルのディスクIIコントローラ。Integrated Woz Machineは、すべてのロジックを1つのチップに実装したもの。

Integrated Woz Machine （または略してIWM ）は、 Apple II用のフロッピーディスクドライブコントローラのシングルチップバージョンである。Macintoshにも採用されていた。

## 歴史
Apple II用のフロッピードライブを開発するとき、 Appleの共同創設者であるスティーブ・ウォズニアックは、既存製品は複雑すぎ、高価で非効率的であると感じた。ウォズニアックは、既存のシュガートアソシエイツのフロッピードライブ製品を使用せず、ドライブメカニズムだけを使用することにし、ドライブとコントローラ用に独自回路を開発した。 
ウォズニアックは、電子部品の数を大幅に減らした、フロッピードライブを思いついた。彼は、トラックごとに8〜10セクター（それぞれ256バイトのデータを保持）を5.25インチフロッピーディスクに保存する代わりに、当時の標準であった群符号記録— GCR）を利用し、 5および3符号化を使用した。同じメカニズムと同じ記憶媒体を使用して、各トラックで最大13のセクターを圧迫することができた。後のリビジョンでは、この数は6と2のエンコーディングでトラックあたり最大16セクターに増加した。 
フロッピードライブコントローラは8つのICで構築され、そのうちの1つはPROMで、エンコーダとデコーダ、ステートマシン、およびいくつかのコードのテーブルが含まれている。
Apple IIc 、 Apple IIGS 、 Macintoshのように、コントローラをメインボードに簡単に移動できるようにするために、 Wendell Sander博士は、これらすべてのコンポーネントを1つのチップ IWM）に統合した。 

## アプリケーションとアップデート
IWMは、基本的に1つのIC上のディスクコントローラーである。これは、 Apple IIc 、その後のApple IIgs 、およびMacintosh IIまでのすべてのMacモデルで採用された。その後、SWIM（Sander-Wozniak Integrated Machine）として知られる拡張バージョンが採用された。この新バージョンでは、 FMおよびMFM形式（PC形式）のフロッピーディスクの読み書き機能が追加されている。後のMacモデルでは、Appleが最終的にMacからフロッピードライブを段階的に廃止するまで、さらに多くの周辺機器がSWIMに統合された。 Mac用のフロッピードライブの提供はすでに終了した時期でも、フロッピーコントローラの機能はしばらくの間チップセットに残っていた。たとえば、最初のiMacはまだロジックボード上にフロッピードライブコネクタを備えていたため、知識のある愛好家がフロッピードライブを後付けすることができた。

## 参照
1. ↑  “デジタル de GO! GO!”. pc.watch.impress.co.jp. 2022年6月10日閲覧。